# Contre-remboursement
Pour les articles homonymes, voir COD.
Le contre-remboursement ou contre remboursement (CR) est un système de paiement où l'encaissement est effectué à la livraison de la marchandise. Le montant dû est ensuite envoyé via virement bancaire à l'expéditeur.